# Miguel de Bolonia
Resulta difícil determinar con precisión el lugar y fecha de su nacimiento, pero es posible que Fray Miguel de Bolonia OFM haya nacido entre noviembre de 1499 y julio de 1500 en el poblado de Los Baños de la Porreta, Italia), aunque otras fuentes ubican su origen en la región de Flandes.
Posiblemente estudió en Pistoya y se ordenó aproximadamente en 1520. Posteriormente ingresó a la orden de los franciscanos y profesó en 1530. Llegó a la Nueva España en 1531 o 1533, posiblemente motivado por la presencia de la corte de Carlos V en la ciudad de Bolonia para su coronación como Emperador. Estuvo evangelizando en el actual Michoacán al menos desde 1535. Fue guardián del convento de Zinapécuaro y residió en Tzintzuntzan y Uruapan. Posteriormente llegó a la Nueva Galicia donde fue el segundo guardián del convento de Zapopan. Fue enviado a Juchipila, después de la Guerra del Mixtón, donde fundó un convento y un hospital. Sus recorridos de evangelización desde Juchipila incluían los pueblos de Nochistlán, Teocaltiche y Jalostotitlán en la actual región de Los Altos de Jalisco y Jalpa, El Teúl y Tlaltenango en el actual Estado de Zacatecas. En 1560 lo nombraron guardián del convento de Tlajomulco. En 1566 regresó a Juchipila donde tuvo diferencias con el encomendero y fue acusado de luteranismo en 1570 y en 1571 fue sentenciado a no volver a ocupar puestos mayores y a no oficiar misa por tres meses. En 1572 fue acusado ante la Inquisición en la Ciudad de México pero fue absuelto. En 1574 fue guardián del convento de Sayula y en 1576 del de Poncitlán. Fue evangelizador en la zona de la ribera de Chapala donde falleció el 14 de julio de 1580, según narran las crónicas franciscanas y sus restos se encuentran sepultados en la parroquia de San Francisco De Asis en Chapala, Jalisco